# Saelices el Chico
Saelices el Chico település Spanyolországban, Salamanca tartományban. Saelices el Chico Ciudad Rodrigo, Carpio de Azaba, Gallegos de Argañán, Villar de Argañán és Castillejo de Martín Viejo községekkel határos. Lakosainak száma 173 fő (2024).

## Népesség
A település népessége az elmúlt években az alábbi módon változott:
| Lakosok száma | 175  | 157  | 157  | 157  | 170  | 165  | 150  | 150  | 171  | 173  |
|               | 2001 | 2004 | 2007 | 2009 | 2012 | 2014 | 2017 | 2019 | 2022 | 2024 |